# Jussandro
Jussandro Pimenta Matos (Ibititá, 11 marzo 1992) è un ex calciatore brasiliano, di ruolo difensore.

## Carriera

### Club
Ha giocato nella massima serie del campionato brasiliano con il Bahia e la Chapecoense.

## Palmarès

### Club

#### Competizioni statali
- Campionato Baiano: 1

Bahia: 2012